# Castello di Eilean Donan
Il castello di Eilean Donan sorge sull'omonima isola nel Loch Duich, nelle Highlands occidentali della Scozia.

## Storia

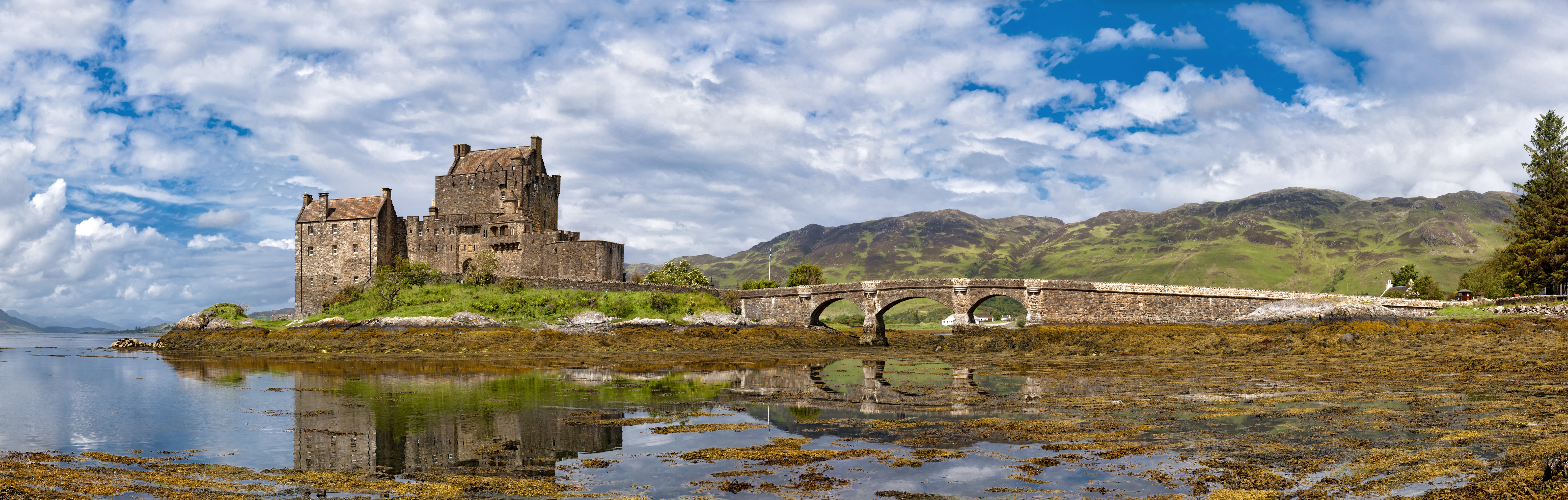
Vista del castello

Su quest'isola sorge il famoso castello di Eilean Donan. Il castello fu costruito la prima volta nel 1220 da Alessandro II di Scozia come baluardo di difesa contro le incursioni vichinghe e si racconta sia stato uno dei rifugi di Robert Bruce durante la fuga dai soldati inglesi. A partire dalla fine del XIII secolo esso divenne la dimora del clan Mackenzie di Kintail (più tardi Conti di Seaforth). Dal 1511 il Clan MacRae, in qualità di protettori dei Mackenzie, divennero connestabili del castello.
Nel 1719 il castello è stato occupato dalle truppe spagnole intente a far nascere una nuova rivolta giacobita. Il castello venne tuttavia riconquistato e demolito dal cannoneggiamento di tre fregate della Royal Navy tra il 10 ed il 13 maggio 1719. Successivamente le truppe spagnole che occupavano il castello vennero sconfitte circa un mese dopo nella battaglia di Glen Shiel.
Il castello viene lasciato per quasi due secoli in rovina e poi viene ricostruito e restaurato tra il 1912 e il 1932 dal tenente colonnello John MacRae-Gilstrap che lo aveva acquisito in quanto discendente del clan MacRae che ne era stato un tempo proprietario. Tra le opere maggiormente rilevanti risalenti a questo periodo è da annoverare la costruzione di un ponte ad archi per permettere un accesso più facile alla fortezza.
Eilean Donan è la dimora del Clan MacRae e nel 2001 l'isola contava un solo abitante.

## Influenza culturale
Attualmente è uno dei monumenti più famosi e fotografati di tutta la Scozia, tanto da essere apparso in vari film:
- Il principe di Scozia;
- La vita privata di Sherlock Holmes;
- Highlander - L'ultimo immortale;
- Mio in the Land of Faraway;
- Agente 007 - Il mondo non basta;
- Elizabeth: The Golden Age;
- Un amore di testimone;
- A spasso nel tempo - L'avventura continua;
- Entrapment;
- Supernatural episodio 6x04 - Weekend da Bobby
- Kuch Kuch hota hai (India 1998)
- È anche nel gioco Forza Horizon 4, nell'espansione Fortune Island, sotto il nome di Castello di Westwick.